# Сільвія Йозефіна Кортес Мартін
Сільвія Хозефіна Кортес Мартін (ісп. Silvia Josefina Cortés Martín; нар. 11 червня 1962, Вальядолід) — іспанський дипломат та історик. Надзвичайний і Повноважний Посол Королівства Іспанія в Україні з 2017 до 2022 року.

## Життєпис
Народилася 11 червня 1962 року в місті Вальядолід, Кастилія і Леон, Іспанія. За фахом історик. З 1992 року на дипломатичній службі. Працювала в іспанських дипломатичних представництвах в Ізраїлі, Німеччині, в Генеральному секретаріаті Організації Північноатлантичного договору (НАТО) та в Постійному представництві Іспанії при Організації Об'єднаних Націй (ООН). Працювала також радником Голови Кабінету Міністрів Іспанії, а з 2012 року — заступником Генерального директора Європейського Союзу (ЄС).
У 2014—2017 рр. — Надзвичайний і Повноважний посол Королівства Іспанії в Албанії.
15 вересня 2017 року призначена Надзвичайним і Повноважним Послом Королівства Іспанії в Києві (Україна).
28 листопада 2017 року — вручила вірчі грамоти Президенту України Петрові Порошенку.